# فلیکس تسولاکیان
فلیکس تسولاکیان (ارمنی: Ֆելիքս Ցոլակյան؛ زادهٔ ۲۷ ژانویهٔ ۱۹۵۲) سیاست‌مدار و نظامی اهل ارمنستان است که از ۴ اکتبر ۲۰۱۸ تا ۲۰ نوامبر ۲۰۲۰ پست وزارت وضعیت‌های اضطراری ارمنستان را در کابینه نیکول پاشینیان بر عهده داشا. وی پیشتر عضو حزب جمهوری‌خواه ارمنستان بود. تسولاکیان بین سال‌های ۲۰۱۳ تا ۲۰۱۶ فرماندار استان شیراک بود. وی متأهل و صاحب دو فرزند است. در تاریخ ۱ مه ۲۰۱۸ تسولاکیان تنها نماینده مجلس ملی جمهوری ارمنستان از حزب جمهوری‌خواه ارمنستان بود که به نیکول پاشینیان برای پست نخست‌وزیری ارمنستان رأی مثبت داد.